# Уссана
Уссана (італ. Ussana, сард. Ùssana) — муніципалітет в Італії, у регіоні Сардинія,  провінція Кальярі.
Уссана розташована на відстані близько 400 км на південний захід від Рима, 21 км на північ від Кальярі.
Населення — 4015 осіб (січень 2023).
Щорічний фестиваль відбувається 20 січня. Покровитель — San Sebastiano.

## Демографія
Населення за роками:

Станом на 1 січня 2023 року в муніципалітеті офіційно проживали 54 іноземці з 12 країн, серед них 9 громадян країн Євросоюзу та 4 громадяни України.

## Сусідні муніципалітети
- Донорі
- Монастір
- Нурамініс
- Саматцаї
- Сердіана